# Чёрный таксист
«Чёрный таксист» — художественный фильм Анастасии Белокуровой, созданный в 2011 году, лауреат коктебельского кинофестиваля, участник кинофестиваля фильмов ужасов «Капля».
По сюжету фильма сразу после премьеры исчезает известный деятель искусств, и за расследование этого безнадёжного дела берётся следователь МУРа, который не может справиться ещё и с алкоголем (актёр Илья Малашенков, лидер группы «Банда четырёх»). Водитель такси, увёзший работника искусств оказывается Альхазретом, и доставляет похищенных в уголок Москвы, где они превращаются в зомби. Разыскиваемого персонажа — съедают бомжи.
Как рассказывают создатели фильма «Идея „Черного таксиста“ пришла нам одновременно, когда мы, подогретые коньяком, стояли на заснеженной автобусной остановке. Просто с неба свалилась. Тогда мы решили развить тему бекмамбетовской „Черной молнии“. Гололед не позволял остановиться автобусам и маршруткам, и там же, на остановке, минут за 15 мы и придумали основные мотивы фильма — например, что бомжи будут есть зомби, а не наоборот».

## Критика
Как считает Анна Эйдис «внутренняя тема фильма заявлена уже в названии: таксист „черный“ не потому, что он ездит на черном такси (машина синего цвета), а потому, что он выходец из Средней Азии или с Кавказа. Вместе с тем „черный таксист“ — по аналогии с „черным альпинистом“ — предвещающий беду персонаж городского фольклора. Иными словами, неявная тема фильма — ксенофобия, и в изначальном смысле слова (страх перед „другими“, в частном случае — перед зомби), и в его современной трактовке (неприятие меньшинств и, шире, любых „иных“)».
По мнению Алексея Васильева «„Чёрный таксист“, как раз — про портал между двумя мирами, из которого нет выхода. Хотя снят он за 500 долларов, это внятное и убедительное сочетание детектива, мистики, зомби-хоррора со всей причитаюшейся ему социальной критикой; чтобы снять очевидность последнего сочетания, Белокурова снялась в этой картине в роли, „то ли бомжихи, то ли члена местного клуба любителей нажраться“, которая, при виде зомби оторвав голову от асфальта, а губы от бутылки, с досадой восклицает: „Да это же уже было у Ромеро!“ Так же как в ее сердце есть место разочарованному и упрямому детективу из японской „Опасной погони“ (1976) и отпевающему жертву кита-убийцы католическому священнику из „Смерти среди айсбергов“ (1977), так же равноправно и органично, что святые в Раю, эти персонажи сосуществуют в „Черном таксисте“».